# シキノス島
シキノス島（シキノスとう、ギリシア語: Σίκινος、英: Sikinos）は、ギリシャのキクラデス諸島に属する島、および同名のコミュニティ。

## 概要
イオス島とフォレガンドロス島の中間に位置し、古くは「ワインの島」として知られた。イオス島などの近隣の島嶼とは異なり静かで、開発もあまりされていない。港に一つ、丘の上に一つの計二つの村落がある。港町には数軒のタベルナ（ギリシャ料理を出すレストラン）があるほか、島に二つある大きな砂浜の一つが広がる。僻遠地には古代の廃墟も残る。舗装道路が二本通っており、新ヘリポートともう一つの砂浜に築かれたリゾート地とを結ぶ三本目も建設中。地形が急峻なため、ほとんどの地域へのアクセスが難しい。
古代キクラデス文明の栄えた地であり、島の大部分にはかつて大規模農業が行われた段々畑が残る。島への船便のほとんどは政府の補助金で運航されている。コミュニティの人口は2001年時点で238人、面積はカルディオティサ島などの周辺の無人島も含め42.507 km2。